# Амвросий (Марченко)
Епи́скоп Амвро́сий (в миру Алекса́ндр Васи́льевич Ма́рченко; род. 8 сентября 1983, Бешпагир) — Епископ Русской православной церкви, епископ Грозненский и Сунжеский.
Тезоименитство 7 (20) декабря (святителя Амвросия Медиоланского).

## Биография
Родился 8 сентября 1983 г. в селе Бешпагир Ставропольского края. Крещен в младенчестве. По окончании средней школы в 2000—2003 гг. учился в профессиональном лицее № 18 г. Ставрополя.
В 2005—2009 гг. учился в Ставропольской духовной семинарии.
В 2005—2010 гг. заочно учился в Институте дружбы народов Кавказа г. Ставрополя.
В 2009—2010 гг. — помощник проректора Ставропольской духовной семинарии, преподаватель отделения церковных искусств.
30 апреля 2010 г. наместником Успенского Второафонского Бештаугорского мужского монастыря г. Пятигорска архимандритом Силуаном (Хараимом) пострижен в монашество с именем Амвросий в честь святителя Амвросия Медиоланского.
13 мая 2010 г. в храме Апостола Андрея Первозванного г. Ставрополя рукоположен в сан иеродиакона, 24 июля — в сан иеромонаха в Ольгинском храме г. Железноводска. Хиротонии совершил епископ Ставропольский и Владикавказский Феофан.
В 2010—2018 гг. — настоятель храма Рождества Христова станицы Наурской и храма великомученицы Варвары ст. Шелковской Чеченской Республики.
В 2011—2018 гг. — благочинный церквей в Наурском округе Чеченской Республики (Владикавказская, с 2012 г. — Махачкалинская епархия).
В 2012—2018 гг. — настоятель храма в честь иконы Божией Матери «Всех скорбящих Радость» ст. Ищёрской и храма Николая Чудотворца ст. Червленной Чеченской Республики. В 2013—2018 гг. — настоятель храма Покрова Пресвятой Богородицы ст. Мекенской Чеченской Республики.
В 2013—2025 гг. — руководитель комиссии по канонизации святых, в 2014—2025 гг. — помощник руководителя отдела по взаимоотношениям Церкви и общества, в 2016—2025 гг. — руководитель отдела по делам молодежи Махачкалинской епархии.
В 2018 г. назначен благочинным Грозненского церковного округа Махачкалинской епархии.
С 2018 г. — настоятель храма Димитрия Донского п. Ханкалы и храма Николая Чудотворца ст. Ассиновской Чеченской Республики.
В 2018—2025 гг. — ключарь храма Архистратига Божия Михаила г. Грозного, с 2025 г. — настоятель храма.

### Архиерейство
Решением Священного Синода от 15 мая 2025 г. (журнал № 31) избран Преосвященным Грозненским и Сунженским.
22 мая 2025 года, в день памяти перенесения мощей святителя Николая, архиепископом Пятигорским и Черкесским Феофилактом, в Никольском храме города Ессентуки возведён в сан архимандрита.
6 июля 2025 года в  Храме Христа Спасителя рукоположен во епископа. Хиротонию совершили Патриарх Московский и всея Руси Кирилл, митрополит Воскресенский Григорий (Петров), архиепископ Пятигорский и Черкесский Феофилакт (Курьянов), архиепископ Махачкалинский и Дербентский Варлаам (Пономарёв), архиепископ Владикавказский и Аланский Герасим (Шевцов), епископ Раменский Алексий (Туриков), епископ Георгиевский и Прасковейский Николай (Пашков)